# Carnarvon Basin
Carnarvon Basin är en sänka i Australien. Den ligger i delstaten Western Australia, omkring 670 kilometer norr om delstatshuvudstaden Perth.
Omgivningarna runt Carnarvon Basin är i huvudsak ett öppet busklandskap. Trakten runt Carnarvon Basin är nära nog obefolkad, med mindre än två invånare per kvadratkilometer. Genomsnittlig årsnederbörd är 214 millimeter. Den regnigaste månaden är juni, med i genomsnitt 42 mm nederbörd, och den torraste är oktober, med 1 mm nederbörd.